# Gänsemarkt station
Gänsemarkt station är en tunnelbanestation i centrala stadsdelen Neustadt, Hamburg under Gänsemarkt och trafikeras av tunnelbanans linje U2. I närheten ligger Hamburgs statsopera, affärsgatan Colonnaden, Valentinskamp samt Laeiszhalle. Stationen öppnade 1970 och är rundformad vilket är vanligt i Londons tunnelbana. 

## Bilder

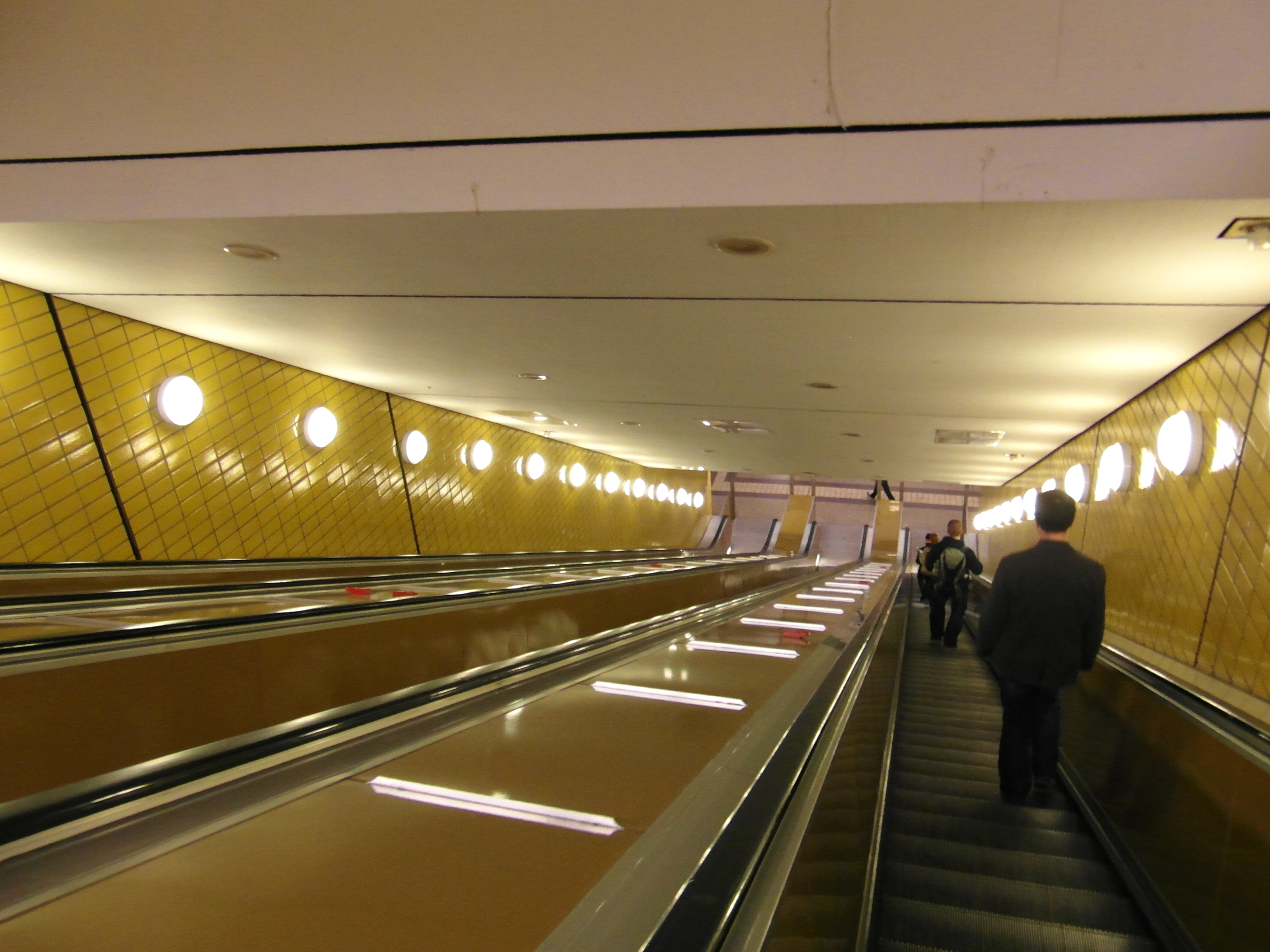
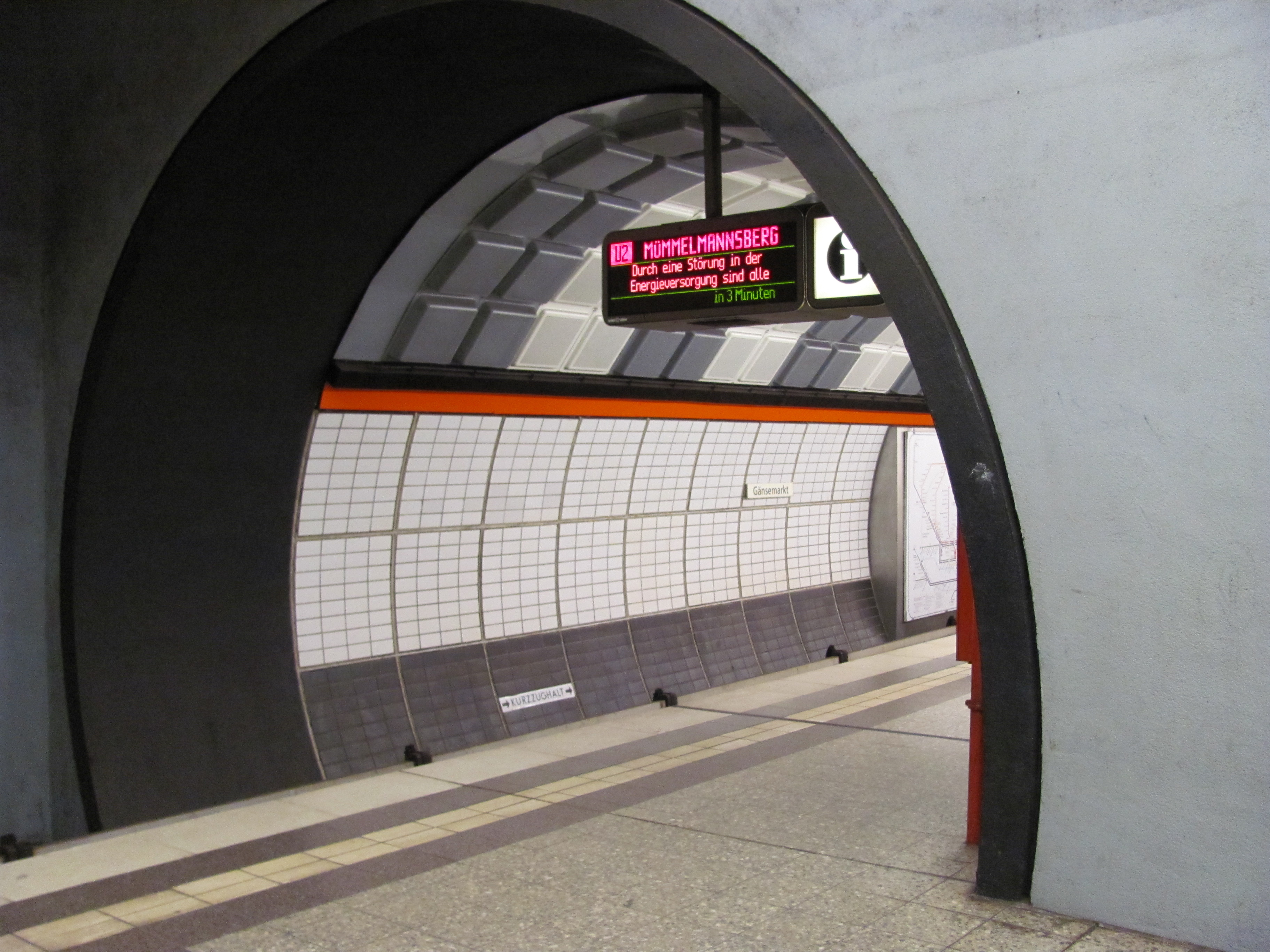
Perrongen på Gänsemarkt
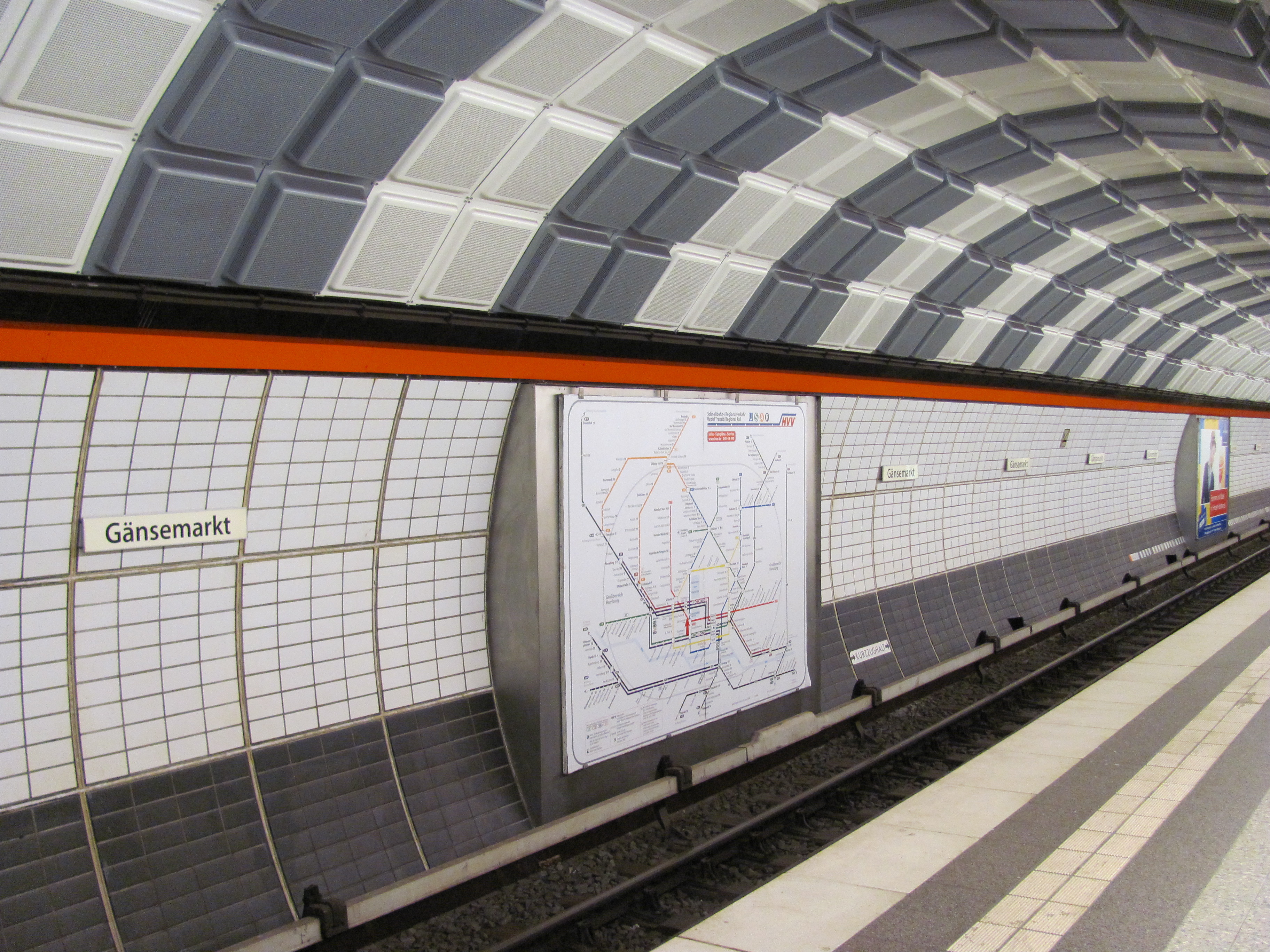
Perrongen